# پیام‌رسان (فیلم ۲۰۱۵)
پیام‌رسان (انگلیسی: The Messenger) یک فیلم معمایی ترسناک بریتانیایی به کارگردانی دیوید بلایر و نویسندگی اندرو کیرک است.

## داستان
همه ما می‌خواهیم باور کنیم که زندگی پس از مرگ وجود دارد و در آنجا ما عاقبت به خیر می‌شویم یا نه، در حالی که ماجرای جک کاملاً متفاوت است، او تحمل صبر کردن را ندارد.